# Horribates minimus
Horribates minimus är en spindeldjursart som beskrevs av Muma 1989. Horribates minimus ingår i släktet Horribates och familjen Eremobatidae. Inga underarter finns listade i Catalogue of Life.